# バヤンオボー鉱区
バヤンオボー鉱区（バヤンオボー-こうく、中国語：白云鄂博矿区、モンゴル語：ᠪᠠᠶᠠᠨ
ᠣᠪᠣᠭ᠋᠎ᠠ
ᠠᠭᠤᠷᠬᠠᠢ ᠶᠢᠨ
ᠲᠣᠭᠣᠷᠢᠭ　Bayan Oboɣ-a Aɣurqai-yin toɣoriɣ）または白雲鉱区は、中華人民共和国内モンゴル自治区包頭市に位置する鉱区。包頭市から南に約150km、フフホト市から約210kmの距離にある。

## 概要
ランタンやセリウムなどの軽希土類元素に富む世界最大級の希土類元素鉱床である白雲鄂博（バヤンオボー）鉱床があり、1957年から開発が始まり、包頭鋼鉄により露天掘り採掘が行われている。
「バヤンオボー」はモンゴル語で「豊穰な神の山」と言う意味。1958年に独立鉱区として指定された。区域面積は約328.64平方キロ、2街道と4社区を管轄している。モンゴル族、漢族、回族など11民族27,600人が居住し、その中で白雲鉄鉱の職員と家族は22,100人で全人口の80%を占める。
区域内のバヤンオボー鉱山は、鉄、レアアース、ニオブなど多種類の大型鉱床で、東鉱山、主鉱山、西鉱山、東介格勒、東部接触帯など5ヶ所の鉱山で総面積は48平方キロに及ぶ。現在、71種類の元素と175種類の鉱物資源が発見されており、包鋼集団公司の主要原料基地となっている。
また近年では、主要な風力発電所にもなっており、風力・太陽光発電などクリーンエネルギー産業が発展している。2020年現在で、風力発電20万キロワット、太陽光発電9万キロワットの能力がある。
包満鉄道と高速道路によって包頭市やマンドラ口岸（満都拉口岸）と結ばれている。

## 行政区画
2街道を管轄：
- 街道弁事処
  - オールハエ・ジャムン・ジュール・ゴドムジ（鉱山路街道）
  - 通陽道街道

## 交通
- 鉄道
  - 包白線、白巴線（白満線）
- 高速道路
  - 呼白高速道路

## 観光
- 草原英雄小姐妹事跡展覧館（草原英雄小姐妹事迹展览馆）：文革時代のプロパガンダとなった「草原英雄小姐妹（草原英雄小姉妹）」に関する記念品や映像などが収蔵されている博物館。2017年開館。